# Eubordeta eichhorni
Eubordeta eichhorni är en fjärilsart som beskrevs av Rothschild 1904. Eubordeta eichhorni ingår i släktet Eubordeta och familjen mätare. Inga underarter finns listade i Catalogue of Life.